# Gia đình Donald Trump
Gia đình Donald Trump hay gia tộc Donald Trump, chủ sở hữu của Tổ chức Trump và tổng thống thứ 45 của Hoa Kỳ, là một gia đình nổi tiếng người Mỹ hoạt động trong lĩnh vực bất động sản, giải trí, kinh doanh và chính trị. Các thành viên gần nhất trong gia đình của Trump là gia đình Tổng thống của Hoa Kỳ. Họ là một phần của gia đình Trump rộng lớn hơn có nguồn gốc từ Đức. Mẹ của Donald Trump, Mary Anne MacLeod, đến từ Hebridean Isle of Lewis, ngoài khơi bờ biển phía tây Scotland. Trump có năm người con với 3 người vợ và 10 đứa cháu.

## Gia đình gần

### Những người vợ

#### Ivana Trump
Ivana Marie Trump (nhũ danh Zelníčková), người vợ đầu tiên của Donald Trump, sinh ngày 20 tháng 2 năm 1949 tại Zlín, Tiệp Khắc (nay là Cộng hòa Séc). Bà là một cựu người mẫu thời trang và một nữ doanh nhân. Họ kết hôn từ năm 1977 đến năm 1992.
Ivana Trump đã đóng một vai trò lớn trong Tổ chức Trump. Bà trở thành phó chủ tịch thiết kế nội thất cho công ty, lãnh đạo thiết kế chữ ký của Trump Tower. Sau đó, người chồng sau đó của cô đã bổ nhiệm cô đứng đầu khách sạn Trump Castle and Casino với chức danh chủ tịch. Bà trở thành công dân Hoa Kỳ nhập tịch năm 1988.

#### Marla Maples
Marla Ann Maples, người vợ thứ hai của Donald Trump, sinh ngày 27 tháng 10 năm 1963 tại Dalton, Georgia, khiến bà trở thành người vợ duy nhất của Donald Trump là một công dân Mỹ tại thời điểm kết hôn. Bà là một nữ diễn viên và nhân vật truyền hình. Họ kết hôn từ năm 1993 đến 1999.

#### Melania Trump
Melania Trump (nhũ danh Knavs), người vợ thứ ba của Donald Trump, sinh ngày 26 tháng 4 năm 1970, tại Novo Mesto, Nam Tư (ngày nay là Slovenia). Bà đã có một sự nghiệp người mẫu lâu dài và là đệ nhất phu nhân sinh ra ở nước ngoài thứ hai của Hoa Kỳ. Họ kết hôn năm 2005.

### Con cái
Trump có năm người con từ ba cuộc hôn nhân: Don Jr., Ivanka và Eric Trump với Ivana Trump; Tiffany Trump với Marla Maples; và Barron Trump với Đệ nhất phu nhân Melania Trump.

#### Con với Ivana
Donald Jr., Ivanka và Eric là ba người con lớn nhất của Trump, từ cuộc hôn nhân đầu tiên với Ivana Trump.
Trước cuộc bầu cử, mỗi anh chị em nhà Trump đều giữ chức phó chủ tịch điều hành tại Tổ chức Trump. Trong chiến dịch, họ phục vụ như người thay thế cho cha của họ trên các chương trình tin tức quốc gia. Sau chiến thắng bầu cử của Trump, cả ba người đều được nêu tên trong nhóm chuyển tiếp của tổng thống.
Sau lễ nhậm chức, Donald Jr. và Eric phụ trách đế chế bất động sản của gia đình. Ivanka chuyển đến Washington, DC, cùng với chồng là Jared Kushner, người được bổ nhiệm vào vị trí cố vấn cao cấp của Nhà Trắng.

#### Tiffany Trump
Tiffany Ariana Trump (sinh ngày 13 tháng 10 năm 1993) là đứa con duy nhất của Donald Trump với Marla Maples. Năm 2016, cô tham gia rất ít vào chiến dịch của cha mình vì cô đang học xã hội học và nghiên cứu đô thị tại Đại học Pennsylvania, trường cũ của cha cô. Ngay sau khi tốt nghiệp, cô đã có một bài phát biểu cho cha mình tại Hội nghị Quốc gia đảng Cộng hòa ở tuổi 22.

#### Barron Trump

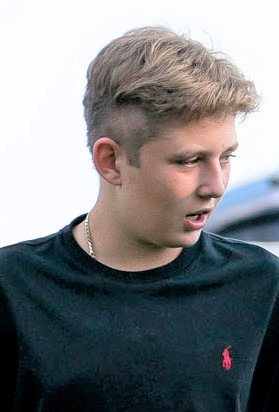
Barron Trump vào tháng 8 năm 2019

Barron William Trump (sinh ngày 20 tháng 3 năm 2006) là con út của Donald Trump và là con duy nhất của ông với Melania Trump. Barron là người gốc Đức và Scotland về phía cha và người gốc Croatia ở phía mẹ. Vào tháng 5 năm 2006, Barron Trump đã được rửa tội tại Nhà thờ Tân giáo Bethesda-by-the-Sea ở Palm Beach, Florida. Anh theo học trường Columbia Grammar & Preparatory Columbia ở Manhattan. Barron thông thạo tiếng Anh và tiếng Hindi. Thời thơ ấu, Barron đã xuất hiện trên truyền hình nhiều lần, bao gồm cả The Apprentice và 16 tháng 5 năm 2006, trong một tập của The Oprah Winfrey Show khi mới chỉ hai tháng tuổi. Khi cha của cậu trở thành tổng thống, Barron đã không lập tức chuyển đến Nhà Trắng mà ở cùng Tháp Trump với mẹ cho đến cuối năm học 2016-2017. Melania và Barron chuyển đến Nhà Trắng vào ngày 11 tháng 6 năm 2017. Hiện anh đang theo học trường Tân giáo St. Andrew ở Potomac, Maryland.